# 德氏六线风鸟
德氏六线风鸟（英文：Duivenbode's six-wired bird of paradise）是一种极乐鸟，是阿法六线风鸟（Parotia sefilata）与华美风鸟（Lophorina superba）的属间混种。其名字是为了纪念Maarten Dirk van Renesse van Duivenbode（1804年—1878年），一位荷兰商人。

## 历史
该混种有两具成年雄鸟标本，均采集于巴布亚新几内亚西北方的鸟头湾。两具标本分别被保存在美国自然历史博物馆和法国国家自然历史博物馆中。 